# سيما سمر
سيما سمر (و. شباط 1957 م) هي ناشطة أفغانية في قضايا حقوق الإنسان ووزيرة سابقة.
نالت جائزة رايت لايفليهود التي تكافئ بها السويد الشخصيات التي تساهم في تحسين ظروف حياة البشر. وأعلنت لجنة التحكيم أنها كوفئت على «تفانيها ودفاعها الشجاع والمتواصل عن قضايا حقوق الإنسان وخصوصا حقوق المرأة في إحدى المناطق الأكثر تعقيدا في العالم».

## روابط خارجية
- سيما سمر على موقع مونزينجر (الألمانية)